# Protonemura phoenicia
Protonemura phoenicia är en bäcksländeart som beskrevs av Ignac Sivec och Dia 2002. Protonemura phoenicia ingår i släktet Protonemura och familjen kryssbäcksländor. Inga underarter finns listade i Catalogue of Life.